# MTV India
Az MTV India egy indiai zenecsatorna, a Viacom és a Network TV 18 része. A csatorna Ázsiában az egyik legrégebbi zenecsatorna. A csatorna széles körben elterjedt, így Bangladesben és Srí Lankán is fogható az adása. A csatorna központja Mumbai-ban van, mely közös a 
VH1 India csatornával. A csatorna HD felbontásban is sugározza adásait.

## Társcsatornák
Az MTV India elérhető a legtöbb kábeltelevíziós hálózaton Indiában, többek között az One Alliance hálózatán is az alábbi televíziós csatornákkal együtt.
- Animal Planet Asia
- Discovery Channel Asia
- Discovery Travel & Living Asia
- SET India
- SET Max
- SAB TV
- Aaj Tak
- NDTV India
- Headlines Today
- Animax India
- Nick India
- Discovery Turbo Asia
- Discovery Science

## Program
A csatorna műsorai változatosak, fő hangsúly a zenéken van, de valóságshow-kat is sugároznak.
- MTV Roadies - an adventure reality series, with bikers traveling across the country.
- MTV Rock On
- MTV Style Check
- MTV Fanta Fantastic Five
- MTV Kickass Mornings
- MTV Wassup - Voice Of Youngistaan
- MTV What the Hack! - co-hosted by VJ Jose & Ankit Fadia
- MTV Splitsvilla - A dating reality show
- MTV Stuntmania - A biking stunt show hosted by famous stunts director Allan Amin
- MTV Nuon Making The Cut
- MTV Gone In 60 Seconds
- MTV Stripped
- MTV Why So Cyrus?
- MTV One Short Plot
- Idea! MTV VJ Hunt
- MTV Girls Night Out
- MTV Pyaar Vyaar and All That
- MTV Crunch
- MTV True Life